# Курт Драверт
Курт Драверт (на немски: Kurt Drawert) е германски писател, автор на стихотворения, романи, разкази и есета.

## Биография
Курт Драверт израства в семейството на криминален полицай в Боргсдорф край Берлин, после в Дрезден. Завършва обучение по електроника, а след това полага матура във вечерно училище. Изпълнява различни помощни дейности, напр. в пекарна, в пощата и като общ работник в Саксонската библиотека в Дрезден.
От 1982 до 1985 г. е студент в Литературния институт Йоханес Р. Бехер в Лайпциг, където се установява след 1984 г.
От 1986 г. Драверт е писател на свободна практика.
През 1993 г. се премества в Остерхолц-Шармбек край Бремен. Следват пътувания в чужбина, между другото в Австралия, Бразилия и Русия.
След 1996 г. Драверт живее в Дармщат, където от 2004 г. ръководи Център за младежка литература.
Курт Драверт е член на немския ПЕН клуб (до 1996 г.) и на Свободната академия на изкуствата в Лайпциг. През 2014 г. Немската академия за език и литература в Дармщат го избира за свой член.

## Награди и отличия
- 1989: „Награда Леонс и Лена“
- 1990: Stipendium im Künstlerhaus Selk, Schleswig-Holstein
- 1990: Stipendium der Villa Waldberta, Feldafing/Bayern
- 1991: „Литературна награда на Фондация „Юрген Понто““
- 1992: Stipendium im Atelierhaus Worpswede
- 1993: Stipendium im Künstlerhaus Wewelsfleth
- 1993: „Меранска награда за поезия“
- 1993: „Награда Ингеборг Бахман“
- 1994: „Награда Уве Йонзон“
- 1995: Förderpreis Essay der Stiftung Niedersachsen
- 1995: Zusatzpreis zum Christine-Lavant-Preis, Österreich
- 1995/96: Stipendium in der Deutschen Akademie Villa Massimo in Rom
- 1997: Nikolaus-Lenau-Preis
- 1998: Stipendium Villa Decius, Krakau
- 1999: Moldaustipendium des Hessischen Ministeriums für Wissenschaft und Kunst
- 1999: Stipendium der Stiftung Künstlerdorf Schöppingen
- 2001: Stadtschreiber in Bordeaux
- 2000/2001: Arno-Schmidt-Stipendiat
- 2001: Otto Braun-Ehrengabe der Deutschen Schillerstiftung
- 2002: Stipendium im Künstlerhaus Edenkoben
- 2004: Stipendium im Herrenhaus Edenkoben
- 2007: Stipendium Deutscher Literaturfonds
- 2008: „Награда Райнер Малковски“, заедно с Адолф Ендлер
- 2010: New-York-Stipendium, Deutscher Literaturfonds[3]
- 2013: Werner-Bergengruen-Preis
- 2013: Stipendium im Literaturhaus Prag, Tschechien
- 2014: Stipendium in der Kulturakademie Tarabya, Istanbul, Türkei
- 2014: „Награда Роберт Гернхарт“ für sein Werk Verständnis und Abfall[4]
- 2015: Stipendium im Literaturhaus Aarau, Lenzburg, Schweiz
- 2015: Stipendium Deutscher Literaturfonds
- 2017: „Награда Лесинг“, Саксония
- 2018: Dresdner Stadtschreiber